# Juliet Alice Peddle
Juliet Alice Peddle (Terre Haute, 7 de junio de 1899–1979) fue una arquitecta modernista estadounidense, la primera mujer arquitecta licenciada en el estado de Indiana y cofundadora del Women's Architectural Club of Chicago.

## Primeros años y educación
Era hija de John B. y Alice O. Peddle. Fue educada en la King Classical School. Aprendió a dibujar gracias a su padre, quien le enseñó diseño de máquinas en el Rose Polytechnic Institute. Obtuvo el grado de arquitecta en la Universidad de Míchigan en 1920. Fue la segunda mujer en conseguirlo después de su amiga Bertha Yerex Whitman. Después de eso, se mudó a Chicago, donde trabajó brevemente para la firma de arquitectos Perkins, Fellows y Hamilton. Una de sus compañeros de trabajo fue su amiga Whitman, con la cual cofundaría, junto a otras siete mujeres, el Women's Architectural Club of Chicago. El club estaba activo en la década de 1940, cuando se unió al American Institute of Architecture. Peddle fue la editora de la publicación ocasional del club llamada The Architrave. El grupo exhibió su trabajo alrededor de Chicago, incluyendo la primera Woman's World Fair en 1925.
Luego de abandonar Perkins, Fellows y Hamilton, Peddle fue a estudiar arquitectura a Europa.

## Carrera en arquitectura
En 1935, Peddle volvió a Terre Haute, donde en 1939 se convirtió en la primera arquitecta licenciada por el estado de Indiana. (Antes que ella, hubo otras mujeres practicantes de la arquitectura en Indiana, como Grace Crosby, pero Indiana empezó a licenciar arquitectos en 1929.) Abrió su propia oficina de arquitectos en Terre Haute, donde diseñó edificios por más de tres décadas. Además de residencias, diseñó un edificio de Seguridad Social, el edificio Medicenter, y la Crawford School en y alrededor de Terre Haute.
Peddle fue reconocida por su fuerte estilo modernista. Su Topping House (1960), por ejemplo, contenía muchos elementos en cristal, incluidos tragaluces de burbujas, paredes y divisores de habitaciones hechos de vidrio texturizado.
Al mismo tiempo, Peddle sentía aprecio por los viejos estilos americanos y estaba anonadada por la gran cantidad de construcciones antiguas que estaban siendo demolidas.
Durante varias décadas, Peddle fotografió los edificios y calles de Terre Haute, creando un valioso archivo histórico que ahora se encuentra en la Vigo County Historical Society en Indiana. Su interés en la historia local la llevó a crear para dicha sociedad histórica una colección de 60 dibujos detallados de los edificios de Terre Haute de antes de la Guerra Civil, los cuales tomaron como base un estudio cauteloso de viejas fotografías, dibujos, descripciones, especificaciones técnicas y entrevistas con residentes locales. Ella decidió publicar esta serie en el periódico local Terre Haute Sunday Tribune Star en 1941 y 1942, como una manera de ampliar el conocimiento de los civiles locales sobre la herencia arquitectónica de Terre Haute.
En 1939, Peddle proveyó illustraciones para el libro sobre colonos de Indiana The Story of a Hoosier Immigration, el cual se basó en las historias de Mary Elizabeth Peddle, cuya relación con Juliet es incierta.

## Legado
Peddle murió en el año 1979. La Ball State University y el Rose-Hulman Institute of Technology (Logan Library) poseen colecciones de sus dibujos arquitectónicos, bocetos e impresos de los años 1928 hasta 1967. Sus impresos, muchos de los cuales fueron usados como tarjetas anuales de Navidad, contienen las gruesas líneas negras y altos contrastes típicos de las xilografías y linóleos. Otra de sus colecciones de dibujos se encuentra en el Rose-Hulman Institute of Technology (anteriormente Rose Polytechnic Institute) en Terre Haute.
Desde 1999, la Indiana Architecture Foundation ha otorgado anualmente una beca para arquitectura en su honor: el Juliet Peddle Award. Esta reconoce a un estudiante por demostrar "fuerte voluntad para emprender, ser exitoso en innovar, una fuerte devoción y compromiso con la arquitectura, demostración de profesionalismo y perseverancia, y tener un espíritu amable".